# NTTデータ伏見ビル
NTTデータ伏見ビル （NTTデータふしみビル） は、愛知県名古屋市中区錦二丁目の伏見駅前にある超高層ビルである。

## 概要
広小路電電ビルと東京銀行名古屋支店を一体的に再開発して建設された名古屋における初期の代表的な超高層ビルの一つである。完成当時の名称は「名古屋電電・東銀ビル」であった。
建設時、名古屋市営地下鉄鶴舞線の建設工事が直ぐ脇で行われており、砂地盤を深さ25mを掘削することでトラブルが生じることを避ける為、名古屋では珍しい逆打工法で基礎工事を行った。
名古屋の中心街を代表する通りである広小路通と伏見通、錦通に囲まれた伏見駅前という立地で「×印」が並ぶ外観が特徴的であったため、伏見地区のランドマークとなった。
銀行支店として利用しやすい下層階は東京銀行名古屋支店として使われていたが、銀行再編の流れで廃止され、その後トヨタ自動車の子会社であるトヨタファイナンシャルサービスにより「TSキュービックプラザ」が開設されたが、トヨタグループの金融事業再編により閉鎖され、その金融店舗フロアはトヨタの有力ディーラーである名古屋トヨペットが引継いで、携帯電話ショップとして利用されている。
「TSキュービックプラザ」の閉鎖後も、その一角に招致された堂島ロールのモンシュシュや「トラベルカフェ」などが営業していたが、現在はトヨタファイナンス みんなのみらい保育園が営業中。

## QUICPay with トラベルカフェ
トヨタグループらしく、自動車による旅行をテーマにしたカフェで「TSキュービックプラザ」の一部として開設された。
当初は「トヨタFS証券 with TRAVEL CAFE」という名称でトヨタFS証券がスポンサーとなって運営されていたが、東海東京証券との合併などでスポンサーが交替し、現在はトヨタファイナンスがQUICPayのPRを兼ねてスポンサーとなり、名称もQUICPay with トラベルカフェへ変更して運営されている。
自動車旅行がテーマであるが、夜のバータイムにはアルコールも提供されている。

## 主なテナント
- NTTデータ東海本社
- NTTデータマネジメントサービス
- 社団法人情報処理学会東海支部 事務局
- トヨタファイナンス中部支社
- パティスリーモンシュシュ
- PiPit名古屋トヨペット伏見店

## 最寄り駅
- 名古屋市営地下鉄東山線・鶴舞線 伏見駅3番出口

## 参照
- 名古屋電電・東銀ビル（現 NTT DATA伏見ビル）清水建設200年史　清水建設（ウェブサイト）
- 特別寄稿 橋本 純 氏（S29）「思い出」　NTTファシリティーズ（ウェブサイト）
- 関連資料：名古屋東銀ビル（ウェブサイト）
- NTTデータ伏見ビル - BLUE STYLE COM